# Velikie Luki
Velikie Luki (in russo Великие Луки? anche traslitterata come Velikiye Luki, Velikije Luki) è una città della Russia occidentale, situata sul fiume Lovat' nella parte meridionale dell'oblast' di Pskov, di cui è la seconda città per importanza nonché capoluogo del Velikolukskij rajon.
Velikie Luki è una città alla gloria militare un onore conferitogli a causa del coraggio e dell'eroismo che i suoi abitanti hanno mostrato durante la seconda guerra mondiale.

## Storia
La città viene citata per la prima volta in una cronaca scritta nell'anno 1166 come Luki. Dal XII secolo, Luki faceva parte della Repubblica di Novgorod. Nel 1211, in seguito alla costruzione di una fortezza, acquista anche una certa importanza strategica nello scacchiere russo del tempo, a difesa delle città di Pskov e Velikij Novgorod dagli attacchi dal sud. Nel 1478 lo zar Ivan il Grande la incorpora nel territorio del Granducato di Mosca. Nel corso della riforma amministrativa portata avanti da Pietro il Grande nel 1708, la città fu incluso nel Governatorato di Ingermanland (noto dal 1710 come Governatorato di San Pietroburgo).
Nel 1777 riceve lo status di città.
Durante la seconda guerra mondiale, a causa della sua posizione geografica, la città è stata teatro di pesanti scontri tra l'Armata Rossa e la Wehrmacht tra il 1941 e il 1942, che la portarono ad una distruzione pressoché totale.
La città è un nodo ferroviario di discreta rilevanza, posto sulla linea tra Mosca e Riga.
Nel 2016, la città ha celebrato l'850º anniversario della sua prima menzione. La città ha segnato l'evento con festival e mostre storiche.

## Società

### Evoluzione demografica
Fonte: mojgorod.ru
- 1897: 8 500
- 1926: 19 600
- 1939: 34 900
- 1959: 59 000
- 1970: 85 000
- 1989: 113 700
- 2002: 104 979
- 2006: 102 400

## Geografia fisica

### Territorio
Velikie Luki è una città di confine: 80 km dal confine con la Bielorussia e 200 km dalla Lettonia. La città si trova a 313 km a sud-est di Pskov, 445 km a ovest di Mosca, nei limiti della pianura di Lovatskoy, sulle rive del fiume Lovat (il bacino del lago Ilmen).

### Clima
Fonte: WorldClimate.com
- Temperatura media annua: 4,8 °C
- Temperatura media del mese più freddo (gennaio): −8,0 °C
- Temperatura media del mese più caldo (luglio): 17,7 °C
- Precipitazioni medie annue: 555 mm

## Economia

### Industria
Velikie Luki è una città industriale, con diverse imprese nel settore della costruzione di macchine. Producono macchine per l'industria del legno, apparecchiature elettrotecniche e batterie. C'è un laboratorio per riparare carrozze ferroviarie e locomotive. Ci sono anche imprese di legname, tessile e industrie alimentari, così come la produzione di mattoni. L'industria alimentare nel 2010 è stata responsabile della produzione del 24,8% di tutta la produzione industriale e l'industria elettrotecnica ha prodotto il 15% della produzione.

### Trasporto
Velikie Luki è un importante snodo ferroviario. Si trova sul tratto che collega Mosca con Riga e Toropets e Ostaškov con Bologoe. Un'altra linea ferrovia collega Velikie Luki a Nevel', dove si divide in due linee ferroviarie, entrambe in direzione sud-est verso la Bielorussia: una linea per Vitebsk e un'altra per Grodno via Polotsk e Molodechno.
L'autostrada M9 che collega Mosca con Riga aggira Velikie Luki, che ha accesso all'autostrada. Altre strade collegano Velikie Luki con Novosokol'niki, con Nevel' e con Porchov via Loknja.
La città è servita dall'aeroporto Velikie Luki.

## Cultura
Nel distretto sono presenti sette monumenti classificati come patrimonio culturale e storico di importanza federale e trentatré monumenti di importanza locale. I monumenti federali comprendono la chiesa di Kazan costruita nel XIX secolo e i bastioni, i più antichi dei quali risalgono al XII secolo.
I due musei di Velikie Luki sono il Velikiye Luki Local Museum, che espone collezioni di interesse locale, e il Ivan Vinogradov Museum-House, che si trova nella casa appartenuta ai genitori del matematico Ivan Vinogradov. La casa fu restaurata negli anni '70 con l'aiuto di Vinogradov stesso. Ha vissuto qui prima di trasferirsi a studiare a San Pietroburgo.

## Sport
Velikie Luki è nota per le gare di ballooning, che si tengono ogni anno nella città dal 1996. Dal 1999, le competizioni sono state riconosciute a livello internazionale.

## Amministrazione

### Gemellaggi
La città di Velikie Luki è gemellata con:
- Maardu, Estonia
- Seinäjoki, Finlandia